# 홍산 만덕교비
홍산만덕교비(鴻山萬德橋碑)는 대한민국 충청남도 부여군 홍산면, 홍산객사에 있는 조선시대의 비석이다. 1973년 12월 26일 충청남도의 기념물 제3호로 지정되었다.

## 개요
홍산천에 놓았던 만덕교를 기념하기 위해 1681년(숙종 7년)에 세운 비이다. 비머리와 비몸체가 하나의 돌로 되어 있으며, 용의 모양이 새겨져 있다. 만인에게 덕을 끼친다는 만덕교는 1946년 큰 홍수로 부서졌고, 일부 석재가 남아 있었으나 최근에 돌다리로 복원되었다. 비석의 뒷면에는 다리 건설에 물자를 댄 인물과 석공, 야장의 명단이 기록되어 있다. 만덕교비는 홍산 지역의 교통로와 하천의 흐름을 알려주는 중요한 유적이다.

2020년 현재 홍산객사에 위치한다.

## 같이 보기
- 홍산 만덕교 - 부여군의 향토유적 제54호
- 홍산객사 - 충청남도 유형문화재 제97호

## 참고 자료
- 홍산만덕교비 - 국가유산청 국가유산포털